# Mato seco en chamas
Mato seco em chamas es una película de ciencia ficción brasileña dirigida por Joana Pimenta y Adirley Queirós.
La película tuvo su estreno mundial en la sección oficial (competencia latinoamericana) de la 37.ª edición del Festival Internacional de Cine de Mar del Plata.

## Sinopsis
Chitara ha montado su propio negocio: extrae petróleo de los pozos de la enorme favela Sol Nascente y lo vende en la zona. Su hermanastra Lea, que acaba de salir de la cárcel, se une a esta peligrosa empresa, que se ha convertido en la única forma de sobrevivir y resistir. Con intervenciones musicales entre atentados y tiroteos, saltos en el tiempo y un humor tan absurdo como provocador, Adirley Queiroz -esta vez de la mano de la directora portuguesa Joana Pimenta- conserva el espíritu lúdico de sus anteriores largometrajes hasta un punto que resulta alienante. ¿Hay espacio para la abstracción en medio de tanta amenaza, en un presente que está a punto de estallar y cuyo futuro es aún más enigmático? Los personajes de Queiroz y Pimenta lo confirman, en una película que se desliza entre el testimonio y la ficción, entre la aventura y la dura realidad social y, como Chitara y Lea, entre la dureza y la fragilidad.

## Elenco
- Débora Alencar
- Léa Alves da Silva
- Gleide Firmino
- Joana Darc Furtado
- Andreia Vieira